# Fabio Ferraro
Fabio Ferraro (Halle, 3 september 2002) is een Belgisch voetballer die sinds 2023 uitkomt voor FCV Dender EH.

## Carrière

### Sporting Charleroi
Ferraro ruilde in 2019 de jeugdopleiding van Royal Excel Moeskroen voor die van Sporting Charleroi. Op 22 oktober 2021 maakte hij zijn officiële debuut in het eerste elftal van Charleroi: in de competitiewedstrijd tegen RFC Seraing (1-3-winst) liet trainer Edward Still hem in de 71e minuut invallen voor Joris Kayembe. Vijf dagen later mocht hij in de bekerwedstrijd tegen Lommel SK in de 71e minuut invallen voor Jackson Tchatchoua. Ferraro kreeg zo meer dan 45 minuten speeltijd, want nadat de wedstrijd op 0-0 eindigde werden er verlengingen gespeeld. Lommel kwalificeerde zich uiteindelijk voor de achtste finale nadat het de strafschoppenserie won. Op de slotspeeldag van de Europe Play-offs liet Still hem tegen KAA Gent (1-2-winst) nog in de blessuretijd invallen voor doelpuntenmaker Ali Gholizadeh.

### RWDM
In juli 2022 ondertekende de transfervrije Ferraro een tweejarig contract met optie op een extra jaar bij RWDM, dat tweeënhalve maand eerder naast de promotie naar de Jupiler Pro League had gegrepen. Op de vier eerste speeldagen liet trainer Vincent Euvrard hem invallen, waarna Ferraro een tijdje aan de kant bleef. Pas eind november kreeg Ferraro opnieuw een invalbeurt. De terugkeer van Ferraro in de ploeg viel toevallig samen met een mindere periode van RWDM: na een succesvolle 19 op 21 boekten de Molenbekenaars 0 op 6 tegen Jong Genk en Club NXT.
Na vieropeenvolgende wedstrijden zonder speelminuten kreeg Ferraro op 4 februari 2023 zijn eerste basisplaats bij RWDM, uiteindelijk werd hij in de thuismatch tegen SL16 FC op de voorlaatste competitiespeeldag zo'n tien minuten voor tijd vervangen. Na een invalbeurt in de slotfase tegen Beerschot VA op de slotspeeldag en een invalbeurt bij de rust tegen Lierse Kempenzonen op de eerste speeldag van de play-offs kreeg hij op de tweede speeldag een basisplaats in de belangrijke wedstrijd tegen titelconcurrent SK Beveren. Opnieuw werd hij zo'n tien minuten voor tijd naar de kant gehaald. Daarna liet Euvrard hem nog viermaal invallen bij de play-offs, die RWDM op 13 mei 2023 als kampioen afsloot.
Op 29 juli 2023 liet Cláudio Caçapa, een paar dagen eerder aangesteld als de opvolger van Vincent Euvrard, Ferraro op de openingsspeeldag van de Jupiler Pro League invallen in de 0-4-nederlaag tegen KRC Genk. Enkele dagen later ruilde Ferraro de promovendus in voor FCV Dender EH.

### FCV Dender EH
In augustus 2023 ondertekende Ferraro een tweejarig contract met optie op een derde jaar bij FCV Dender EH.

## Clubstatistieken
| Seizoen         | Club               | Land            | Competitie      | Competitie | Competitie | Beker | Beker | Supercup | Supercup | Europees | Europees | Totaal | Totaal |
| Seizoen         | Club               | Land            | Competitie      | Wed.       | Dlp.       | Wed.  | Dlp.  | Wed.     | Dlp.     | Wed.     | Dlp.     | Wed.   | Dlp.   |
| --------------- | ------------------ | --------------- | --------------- | ---------- | ---------- | ----- | ----- | -------- | -------- | -------- | -------- | ------ | ------ |
| 2021/22         | Sporting Charleroi | Vlag van België | Eerste klasse A | 2          | 0          | 1     | 0     | —        | —        | —        | —        | 3      | 0      |
| 2022/23         | RWDM               | Vlag van België | Eerste klasse B | 14         | 0          | 0     | 0     | —        | —        | —        | —        | 14     | 0      |
| 2023/24         | RWDM               | Vlag van België | Eerste klasse A | 1          | 0          | 0     | 0     | —        | —        | —        | —        | 1      | 0      |
| 2023/24         | FCV Dender EH      | Vlag van België | Eerste klasse B | 1          | 0          | 0     | 0     | —        | —        | —        | —        | 1      | 0      |
| Carrière totaal | Carrière totaal    | Carrière totaal | Carrière totaal | 18         | 0          | 1     | 0     | 0        | 0        | 0        | 0        | 19     | 0      |

Bijgewerkt op 14 augustus 2023.